# Pauvres sœurs Franciscaines de l'Adoration Perpétuelle
Les Pauvres sœurs Franciscaines de l'Adoration Perpétuelle (en latin : Sororum Pauperum Franciscalium ab Adoratione Perpetua) sont une congrégation religieuse féminine caritative et adoratrice de droit pontifical.

## Historique
La congrégation est issue des franciscaines filles des Sacrés Cœurs de Jésus et de Marie fondée en 1859 à Olpe par Clara Pfänder qui transfère en 1863 la maison-mère à Salzkotten. 
Une petite communauté de religieuses restent à Olpe dirigées par Mère Marie Thérèse Bonzel (1830 - 1905) ; en raison de désaccords entre Olpe et Salzkotten, Konrad Martin (de), évêque de Paderborn soustrait les sœurs de Olpe de la juridiction de la maison-mère et constitue une congrégation autonome par décret du 20 juillet 1863.
Mère Marie Thérèse Bonzel considérée comme fondatrice de la nouvelle famille religieuse aide Françoise Schervier, fondatrice des sœurs des pauvres de Saint François dans l'organisation de son institut. Le Kulturkampf cause de nombreuses difficultés aux sœurs ce qui conduit les religieuses à s'étendre en dehors du Royaume de Prusse, et d'ouvrir des succursales aux États-Unis en 1845.
La congrégation est agrégée à l'Ordre des frères mineurs le 3 novembre 1904. Les constitutions des pauvres sœurs Franciscaines de l'Adoration perpétuelle sont approuvées par le Saint-Siège le 31 janvier 1931 et l'institut reçoit l'approbation finale le 14 février 1949. 

## Activités et diffusion
Les sœurs se dévouent aux œuvres de miséricorde et à l'adoration perpétuelle du Saint-Sacrement.
Elles sont présentes en Allemagne, au Brésil, aux États-Unis et aux Philippines.
La maison-mère est à Olpe.
En 2017, la congrégation comptait 392 sœurs dans 44 maisons.